# Inmunoestimulador
Los inmunoestimuladores son sustancias (fármacos y nutrientes) que estimulan el sistema inmunitario induciendo activación o aumentando la actividad de cualquiera de sus componentes. Un ejemplo notable incluye al factor estimulante de colonias de granulocito y macrófagos, disponible comercialmente bajo el nombre Leukina. 

## Clasificación
Hay dos categorías principales de inmunoestimuladores:
- Los inmunoestimuladores específicos son aquellos que proporcionan especificidad antigénica en la respuesta inmune, como las vacunas o cualquier antígeno.

- Los inmunoestimuladores no específicos son aquellos que actúan independientemente de la especificidad antigénica para aumentar la respuesta inmune de otro antígeno o estimular componentes del sistema inmunitario sin especificidad antigénica, como los adyuvantes y los inmunoestimuladores no específicos.

### No específicos
Muchas sustancias endógenas son inmunoestimuladores no específicos. Por ejemplo, las hormonas sexuales femeninas son conocidas por estimular respuestas inmunes tanto adaptativas como innatas. Algunas enfermedades autoinmunes como el lupus eritematoso atacan de manera preferente a las mujeres, y su comienzo a menudo coincide con la pubertad. También aparecen otras hormonas para regular el sistema inmunitario, más notablemente la prolactina, la hormona del crecimiento y la vitamina D.